# Paul-Ernest-Anastase Forget
 (mai 2021).
Si vous disposez d'ouvrages ou d'articles de référence ou si vous connaissez des sites web de qualité traitant du thème abordé ici, merci de compléter l'article en donnant les références utiles à sa vérifiabilité et en les liant à la section « Notes et références ».
Pour les articles homonymes, voir Forget.
Paul-Ernest-Anastase Forget était le premier évêque du diocèse de Saint-Jean-de-Québec, dans la province de Québec, au Canada.

## Biographie
Né le 12 juillet 1885 à Saint-François-de-Sales, aujourd'hui un quartier de Laval. Il est fils de Léandre Forget et d'Éléonore Lespérance.
Il est ordonné prêtre le 29 juin 1910. Il devient professeur au Collège de l'Assomption dans le diocèse de Joliette en 1910 puis part étudier à Rome, où il obtient un doctorat en philosophie, et à l'université de Lille de 1912 à 1914. De retour au Collège de l'Assomption, il y est successivement professeur, préfet des études, vice-supérieur, puis supérieur à partir de 1930. En 1933, l'évêque coadjuteur de Montréal Georges Gauthier le nomme chanoine, puis vicaire général de l'archidiocèse, et directeur de l'Action catholique. Il est l'auteur d'un Précis d’histoire du Canada et de l'Histoire du Collège de l'Assomption.
Il est nommé évêque du nouveau diocèse de Saint-Jean-de-Québec par Pie XI le 12 mai 1934, et consacré le 29 juin suivant par le nonce apostolique au Canada, Andrea Cassulo. Il est à l'origine de l'administration franciscaine des paroisses de sa région. Forget, en concertation avec le maire Paul Pratt de Longueuil, aide à la création de l'Externat classique de Longueuil, devenu le collège Édouard-Montpetit.
Il demeure en poste jusqu'à son décès le 3 février 1955 à l'âge de 69 ans.
Son épiscopat, inspiré par le cardinal Verdier à Paris[réf. souhaitée], a augmenté le nombre d'églises et de paroisses, en particulier dans la région de Longueuil près de Montréal où la population est en croissance rapide : ce sont les « Chantiers du Bon Pasteur ». Son successeur est Gérard-Marie Coderre.

## Héritage
Les objets lui ayant appartenu sont visibles au musée de la cocathédrale Saint-Antoine-de-Padoue.
Lors de la fondation de la ville de Brossard en 1958, il était prévu de la nommer « Forgetville » en l'honneur de Paul Forget. Or, le premier ministre Maurice Duplessis a objecté, par crainte de la connotation du mot anglais forget, « oublier », et a préféré le nom d'une famille locale et du maire d'alors de la municipalité concernée.
Il y a eu un collège Anastase-Forget à Saint-Lambert qui a fermé en 1968.
L'école Bruno-Choquette, à Saint-Jean-sur-Richelieu, était nommée École Monseigneur-Forget en son honneur, de sa fondation en 1951 jusqu'en 1976.
Une école primaire à Longueuil (dans l'ancienne ville de Jacques-Cartier) a été nommée Mgr Anastase-Forget. Cette école de la rue Cartier ferme en juin 1990.

## Publication
- Anastase Forget, Histoire du Collège de l'Assomption, Montréal, Imprimerie du Devoir, 1932 (lire en ligne)